# Ferdinandstraße 15 (Mönchengladbach)

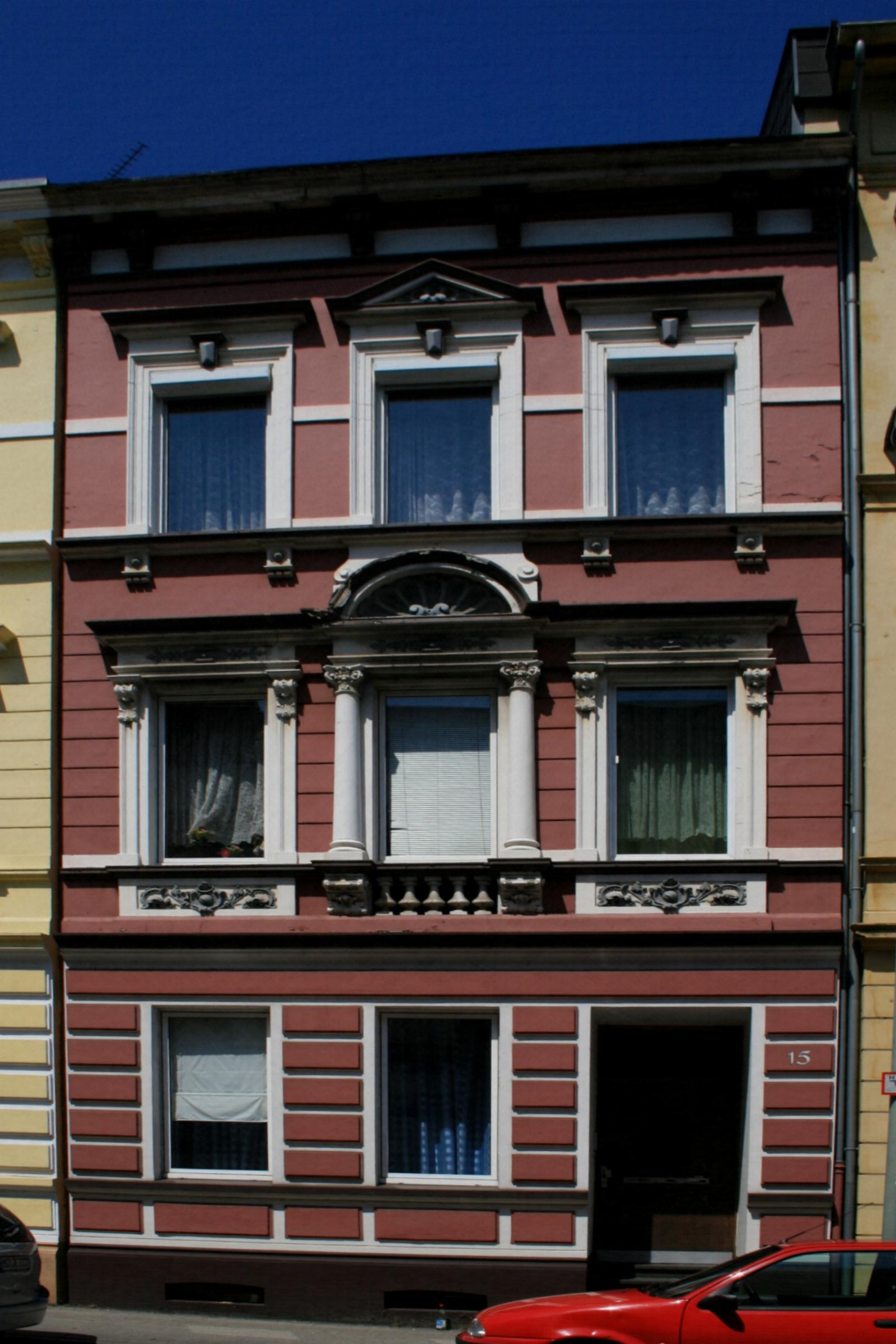
Wohnhaus (2010)

Das Wohnhaus Ferdinandstraße 15 steht in Mönchengladbach (Nordrhein-Westfalen).
Das Gebäude wurde 1897 erbaut. Es ist unter Nr. F 032 am 7. September 1995 in die Denkmalliste der Stadt Mönchengladbach eingetragen worden.

## Architektur
Im nördlichen Stadterweiterungsgebiet unmittelbar vor der die Hermann-Piecq-Anlage überspannenden Eisenbahnbrücke steht der dreiachsiger Putzbau von drei Geschossen; in spiegelbildlicher Anordnung und identischer Fassadengestaltung mit dem Nachbarhaus Nr. 13 als Zweihäuserkomposition ausgebildet. Rückwärtig ein zweigeschossiger Anbau, mit dem des Nachbarhauses gekoppelt. Fassadenausführung in der für ein Dreifensterhaus typischen Gliederung: Horizontalbetonung durch Sockel-, Sohlbank- und Stockwerkgesims; Quaderimitation im Erdgeschoss, Fugenschnitt im ersten Obergeschoss und glatt verputzt das zweite Obergeschoss.
Alle Wandöffnungen der Fassade -abgesehen von der tief eingeschnittenen Eingangsnische rechts- sind gleichförmig hochrechteckig ausgebildet und geschossweise variierend gerahmt. Die Fenster des Erdgeschosses sind schmucklos in die Wandfläche eingeschnitten; das jeweils äußere der ersten Obergeschosse aufwändig mit gebälktragenden Pilasterstellungen gefasst und das mittlere durch Ädikulaimitation mit muschelornamentikgefülltem Segmentbogen und balustrierter Brüstung akzentuiert. Die Fenster des zweiten Obergeschosses sind schlichter gerahmt mit vereinfachtem Gebälk bzw. mittig mit Dreiecksgiebelverdachung. Über weit vorkragendem, konsolgestütztem Traufgesims schließt ein flach geneigtes Satteldach das Gebäude ab.